# Чабуа Аміреджибі
Мзечабук (Ча́буа) Іра́клійович Аміреджибі (груз. ჭაბუა [მზეჭაბუკ] ირაკლის ძე ამირეჯიბი, нар. 18 листопада 1921, Тифліс — пом. 12 грудня 2013, Тбілісі) — грузинський письменник, який вважається класиком грузинської літератури ХХ століття. Лауреат Державної премії СРСР, кавалер Ордена Вахтанга Горгасалі та Ордена Честі.

## Біографія
Чабуа Аміреджибі народився у Тбілісі в сім'ї юриста, який походив із древнього грузинського князівського роду. У 1938 році батька майбутнього письменника заарештували, і він помер під час слідства, а матір Чабуа Аміреджибі засудили на 10 років ув'язнення в таборах. У 1944 році самого Чабуа Аміреджибі засудили до 25 років ув'язнення за участь у студентській антирадянський організації «Білий Георгій». Тричі Аміреджибі втікав із радянських таборів, а під час однієї з утеч він опинився в Білорусії, де навіть став директором деревообробного підприємства під прізвищем Георгадзе, яке підняв до рівня передових, та навіть направлявся у відрядження за кордон, проте повернувся в СРСР. Як передовика виробництва його мали нагородити орденом, проте під час підготовки документів справжню особу Аміреджибі розкрили, та відправили назад у табори. У таборах Чабуа Аміреджибі брав участь у Норильському повстанні, після повстання знаходився в ув'язненні в Берлагу і на Колимі, звільнений з ув'язнення в 1959 році. Після повернення до Грузії Аміреджибі займався літературною та журналістською діяльністю. На початку 90-х років він брав участь у виступах проти тогочасного президента Грузії Звіада Гамсахурдії, у 1992—1995 роках був депутатом парламенту Грузії. У 2010 році Чабуа Аміреджибі отримав від патріарха Грузії Іллі II благословіння на постриження в монахи з дозволом проживати у власному будинку та продовженням літературної творчості. При постриженні Чабуа Аміреджибі отримав церковне ім'я Давид.
Помер Чабуа Аміреджибі 12 грудня 2013 року в Тбілісі. Похований письменник на пантеоні Мтацмінда.

## Літературна творчість
Літературну творчість Чабуа Аміреджибі розпочав у 1960 році, а перша його книга, збірка оповідань, вийшла друком у 1962 році. У 1963 році виходить друком його повість «Мій дядько — швець». У 1964 році вийшла друком повість автора «Сповідь бика». У 1973—1975 роках вийшов друком найвідоміший твір Аміреджибі — роман «Дата Туташхія», який є епічним твором, у якому показано життя Грузії на початку ХХ століття під владою Російської імперії, на фоні протистояння двох двоюрідних братів, із великою кількістю філософських описів, та докладним викладенням грузинських національних звичаїв та характеру. На основі твору у 1977 році знятий телесеріал «Береги», сценарій до якого написав сам письменник, за який він отримав Державну премію СРСР у 1981 році. У 1994 році вийшов друком другий роман письменника «Гора Мборгалі», в якому головний герой мандрує по колишньому СРСР, здійснивши за цей час 6 втеч із місць позбавлення волі. У 2005 році вийшов друком роман письменника «Георгій Блискучий» про історію Грузії XIV століття.

## Особисте життя
У Чабуа Аміреджибі було 6 дітей. Старша сестра письменника Рода була другою дружиною російського радянського поета Михайла Свєтлова.

## Нагороди
У 1981 році Чабуа Аміреджибі за сценарій фільму «Береги» отримав Державну премію СРСР. Письменник нагороджений Державною премією Грузинської РСР імені Шота Руставелі, був кавалером Ордена Вахтанга Горгасалі та Ордена Честі.

## Вибрана бібліографія
- Мій дядько — швець (груз. მოთხრობები «ჩემი მეჯღანე ბიძა» (მოთხრობების კრებული), 1963)
- Сповідь бика (груз. ხარის აღსარება (მოთხრობების კრებული), 1964)
- Георгій Бурдулі (груз. გიორგი ბურდული, 1965)
- Дата Туташхія, (груз. დათა თუთაშხია, 1973—1975)
- Гора Мборгалі, (груз. გორა მბორგალი, 1995).
- Георгій Блискучий, (груз. გიორგი ბრწყინვალე, 2005).